# Hidetoshi Nagasawa
Hidetoshi Nagasawa (長澤英俊?; Tonei, 30 ottobre 1940 – Ponderano, 24 marzo 2018) è stato un performance artist, scultore e architetto giapponese.

## Biografia
Nagasawa nacque nel 1940 in un piccolo villaggio della Manciuria dove il padre prestava servizio come ufficiale medico dell'esercito imperiale. Al termine del conflitto la famiglia fu costretta a lasciare bruscamente il paese, insieme a tutti i civili giapponesi residenti, a seguito dell'invasione da parte dell'Unione Sovietica. Il tema del viaggio segnerà profondamente il carattere dell'artista e buona parte della sua produzione futura, attraverso i temi della barca e del viaggio.
Stabilitosi a Kawagoe, piccolo centro non molto distante dalla capitale giapponese, decise di frequentare il corso di "Architettura e interior design" presso la Tama Daigaku di Tokyo, dove si laureò nel 1963.
Ma il vero interesse di Nagasawa era l'arte, le cui tendenze d'avanguardia (in particolare neo-dada) aveva cominciato a conoscere già a partire dagli anni cinquanta, venendo a contatto col gruppo Gutaj e visitando regolarmente le Esposizioni indipendenti organizzate al museo di Tokyo dal giornale Yamiuri Newspaper fino al 1964.
All'età di ventisei anni, sposato da soli sei mesi, decise di smettere la carriera di architetto per dedicarsi esclusivamente all'attività artistica e lasciò il Giappone con soli cinquecento dollari e una bicicletta. Il viaggio in bicicletta durò un anno e mezzo e lo portò a visitare gran parte dei paesi del continente asiatico, tra cui Thailandia, Singapore, India, Pakistan, Iraq, Afghanistan e Siria. Giunse infine in Turchia, ma mentre si accingeva a far ritorno in patria l'ascolto alla radio di un'opera di Mozart lo spinse a proseguire: s'imbarcò così su un traghetto che lo avrebbe portato in Grecia e, da lì, con la sua bicicletta, sbarcò a Brindisi. Il viaggio per l'Italia, toccò Napoli, Roma, Firenze, Genova e Milano; in quest'ultima città gli rubarono la bicicletta (come lo stesso Nagasawa ha raccontato), e così decise di fermarsi nell'agosto del 1967.
Il viaggio di Nagasawa seguiva una mentalità tipicamente zen: non proporsi dove arrivare, ma far tesoro di ogni esperienza vissuta per il raggiungimento del profondo sé, che per l'artista si sublimerà con la pratica dell'Arte.
Decise infine di stabilirsi nella Sesto San Giovanni operaia, dove i fermenti politici che preparavano il ’68 si intrecciavano con l'attività creativa di giovani artisti come Enrico Castellani, Luciano Fabro, Mario Nigro e Antonio Trotta, con i quali fondò uno stretto sodalizio intellettuale e artistico.
A partire dal 1969 cominciarono le varie mostre ed esposizioni nazionali ed internazionali che avrebbero contribuito a diffondere la fama dell'artista giapponese in tutto il mondo - in particolare in America, Belgio e Giappone - e rendere le sue opere pezzi ricercati sul mercato internazionale.
Nel corso della sua carriera pluriennale, Nagasawa ha preso parte a varie edizioni della Biennale di Venezia (1972, 1976, 1982, 1988,ecc.) e, nel 1992, alla 9ª edizione di Documenta, la più importante esposizione di arte contemporanea a livello mondiale.
Nel 1978 ha fondato, insieme a Jole de Sanna e Luciano Fabro, la Casa degli artisti a Milano. Tra le mostre antologiche più recenti figurano quella allestita presso il Padiglione d'Arte Contemporanea di Milano (1988), quella organizzata dalla Galleria Comunale di Bologna a Villa Delle Rose (1993), quella giapponese tenuta a Mito nello stesso anno, l'esposizione personale presso la Fondazione Mirò di Palma di Mallorca (1996) e quella organizzata presso l'Ex Cartiera Latina del Parco Regionale dell'Appia Antica a Roma (1997). Numerose sono anche le sue installazioni permanenti all'aperto (che, secondo il suo caratteristico modus operandi, vengono realizzate in situ, ideate in-e-per quel luogo, in un serrato dialogo tra ambiente e scultura, tra opera e spazio). Fra queste, nel 1989 realizza la Stanza di barca d'oro, per la Fiumara d'arte di Tusa su commissione del mecenate Antonio Presti e, sempre su sua commissione, la camera d'arte del suo Atelier sul mare intitolata Mistero per la luna nel 1991.
Ha insegnato scultura alla NABA Nuova Accademia di Belle Arti di Milano.

## Evoluzione artistica
La prima mostra dell'artista risale al 1969 presso la Galleria Sincron di Brescia. La produzione di questo periodo è legata al concettualismo: giochi verbali incisi su lastre metalliche, "azioni" nella campagna lombarda e video.
A partire dal 1972 si dedica alla scultura e realizza opere impegnative con l'uso prevalentemente dell'oro, del marmo e del bronzo. In questo periodo il linguaggio plastico di Nagasawa assumendo una precisa fisionomia e originalità e si caratterizza per la fusione di elementi mitici e religiosi in un dialogo continuo tra la cultura d'origine, l'Oriente, e a quella d'adozione, l'Occidente.
Negli anni ottanta comincia a creare ambienti, operando al confine tra scultura e architettura: l'idea della sospensione e il tentativo di creare opere "antigravitazionali" rappresentano il nucleo centrale delle sue ricerche.
Il giardino diventa elemento preponderante negli anni novanta: partendo dalla tradizione del giardin giapponese, gli esiti ottenuti sono ibridi nati da una continua elaborazione e riflessione personale, in cui i temi al centro della ricerca e della creazione di "luoghi" sono il recinto e il passaggio. Il giardino non è un semplice elemento paesaggistico o architettonico, ma un vero e proprio organismo vivente che vive di un rapporto osmotico col resto del paesaggio e con l'ambiente urbano preesistenti.

## Opere
- 1996, "Iperuranio", opera permanente presso la Fattoria Di Celle- Collezione Gori.
- 1999, "La Barca d'Oro", custodita nel Museo Emilio Greco di Catania.
- 2001, "Ulivo viaggiante", installata nel Museo dell'olio della Sabina di Castelnuovo di Farfa.
- 2005, "Le ali", scultura installata a Casarano (Lecce) dedicata alla pace nel mondo per le vittime attentato terroristico delle sorelle Daniela e Paola Bastianutti.
- 2010, "Epicarmo", scultura in legno e acciaio, donata dall'autore nell'agosto del 2010 e custodita nel Museo Civico di Castroreale.